# Primer 55
Primer 55 ist eine US-amerikanische Nu- und Rap-Metal-Band aus Memphis, Tennessee, die im Jahr 1997 gegründet wurde, sich 2003 auflöste und seit 2007 wieder aktiv ist.

## Geschichte
Die Band wurde im Jahr 1997 vom Gitarristen Bob „Bobby“ Burns Jr. gegründet. Als weitere Mitglieder kamen der Sänger Jason „J-Sin“ Luttrell, der Bassist Mike „Jr.“ Christopher und der Schlagzeuger Josh McLane hinzu. Bei seinem eigenen Label Propellant Transmissions erschien im Jahr 1999 das erste, selbstbetitelte Album. Dadurch konnte die Gruppe zusammen mit Bands wie Staind, Slipknot und Sevendust auf Tour gehen. Daraufhin wurde Island Records auf die Gruppe aufmerksam, worüber im Januar 2000 das von Eddie Wohl produzierte Album Introducing to Mayhem erschien. Auf dem Album waren der Incubus-DJ Chris Kilmore, der (hed)p.e.-Sänger Jared „MCUD“ Gomes, und der Relative-Ash-Sänger Mark Harrington als Gastmusiker zu hören. Im selben Jahr spielte die Band auf dem Ozzfest. Im Jahr 2001 verließ der Schlagzeuger Josh McLane die Band und wurde durch John Kamoosi ersetzt, der wiederum durch den Ex-Dope-Schlagzeuger Preston Nash ersetzt wurde. Im selben Jahr erschien das nächste Album (The) New Release, das Platz 102 der Billboard 200 erreichte. Anfang 2002 erfolgte ein weiterer Besetzungswechsel mit dem Ausscheiden des Bassisten Kobie Jackson, für den Joshua Toomey zur Band kam. Danach ging die Band im November und Dezember 2002 auf Tour durch Nordamerika zusammen mit Skinlab, Dope und Society 1. Schlagzeuger Nash half dabei zudem bei Society 1 aus, da deren Schlagzeuger aufgrund einer Verletzung nicht spielen konnte. 2002 spielte die Band zudem auch auf dem Gathering of the Juggalos. Anfang Januar 2003 kam es zur Auflösung der Band. Burns trat kurzzeitig Soulfly bei, während die anderen Mitglieder sich anderen Projekten widmeten. Im Jahr 2007 fand sich die Band wieder zusammen und bestand aus dem Bassisten Joshua Toomey, den Gitarristen Bobby Burns und Billy Grey, dem Sänger Heath Joyce und dem Schlagzeuger Frank Fontsere. Im selben Jahr erschien über Crash Music das nächste Album Family for Life, dem sich 2013 über Rock Science Records A Big Fuck You anschloss. Momentan besteht die Band aus dem Sänger und Gitarristen Bobby Burns, dem Gitarristen Joey Busciglio, dem Schlagzeuger Grover Norton und dem Bassisten Darren Dyskord.

## Stil
rockdetector.com ordnete die Musik von Primer 55 dem Rap Metal zu. Eigenständigkeit und Originalität sprach Marcus Schleutermann vom Rock Hard dem zweiten Album ab, denn neben Korn, Such a Surge und auch sonst schon dagewesenen Einfällen seien bei gleich zwei Titeln (Loose und Set It Off) Limp Bizkit herauszuhören. Stilistisch sah er den Platz der Band „genau in der Schnittmenge von New Metal und Hip-Hop“. Laut Elmar Salmutter vom Metal Hammer spiele die Band auf dem Album einen Crossover aus Metal und Hip-Hop, was jedoch eintönig, zu kommerziell und berechenbar ausfalle. Laut Bobby Burns sei (The) New Release durch Gruppen wie Kiss, The Beatles, Peter Frampton und Black Sabbath beeinflusst worden. Die Band selbst wolle sich nicht kategorisieren lassen, sondern wolle einfach eine Rock-’n’-Roll-Band sein.

## Diskografie
- 1999: Primer 55 (Album, Propellant Transmissions)
- 2000: Introduction to Mayhem (Album, Island Records)
- 2000: Loose (Single, Island Records)
- 2001: (The) New Release (Album, Island Def Jam Music Group)
- 2001: This Life (Single, Island Records)
- 2007: Family for Life (Album, Crash Music)
- 2012: The Big Fuck You (Album, Rock Science Records)